# Оспиталето
Оспиталѐто (на италиански: Ospitaletto, на източноломбардски: Öspedalèt, Йоспедалет) е град и община в Северна Италия, провинция Бреша, регион Ломбардия. Разположен е на 154 m надморска височина. Населението на общината е 14 314 души (към 2013 г.).